# タナ・メラ・フェリー・ターミナル

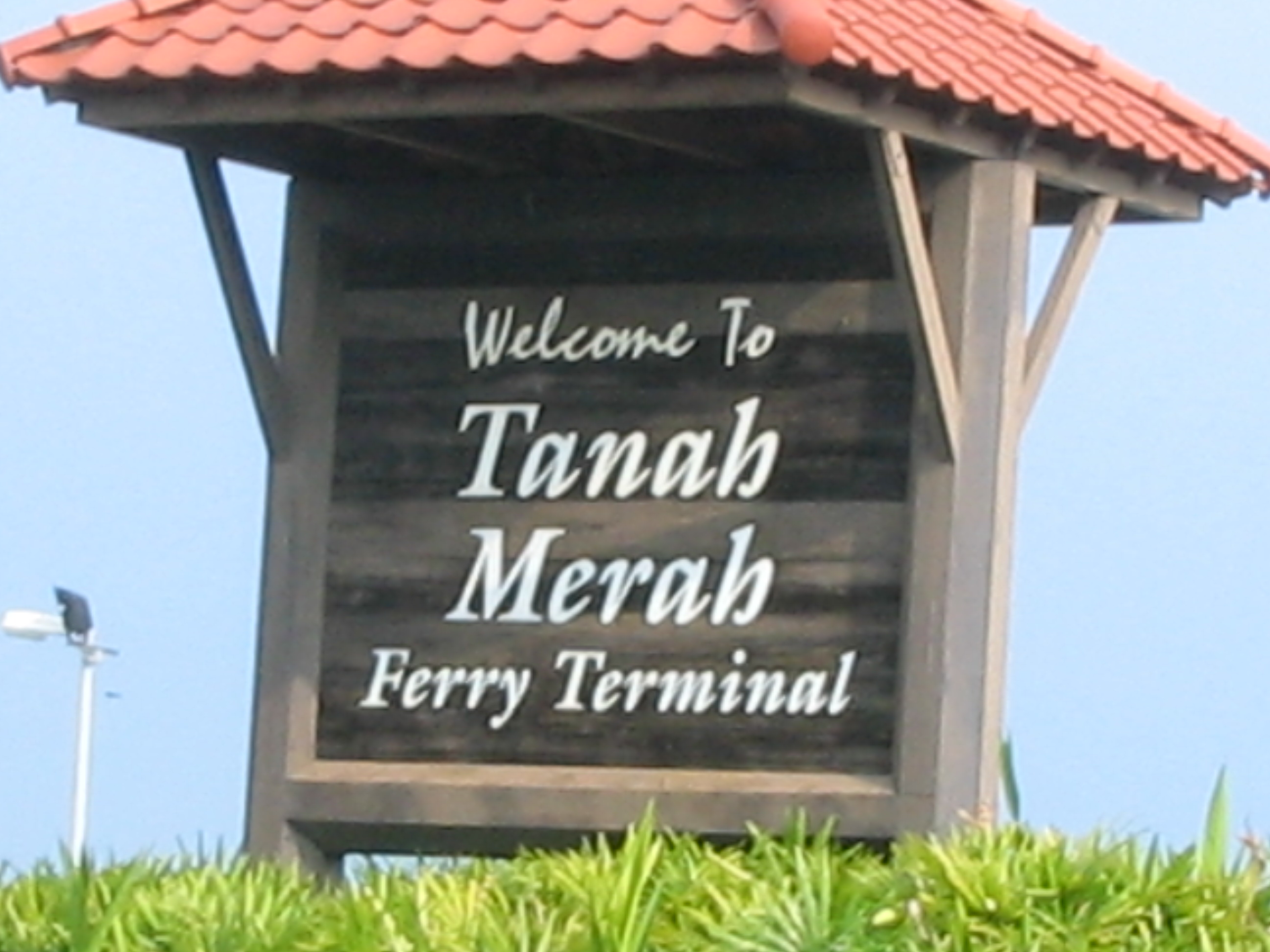
タナ・メラ・フェリー・ターミナル入口

タナ・メラ・フェリー・ターミナル（Tanah Merah Ferry Terminal）は、シンガポール東部のシンガポール海峡に面した国際旅客船ターミナルである。

## 概要

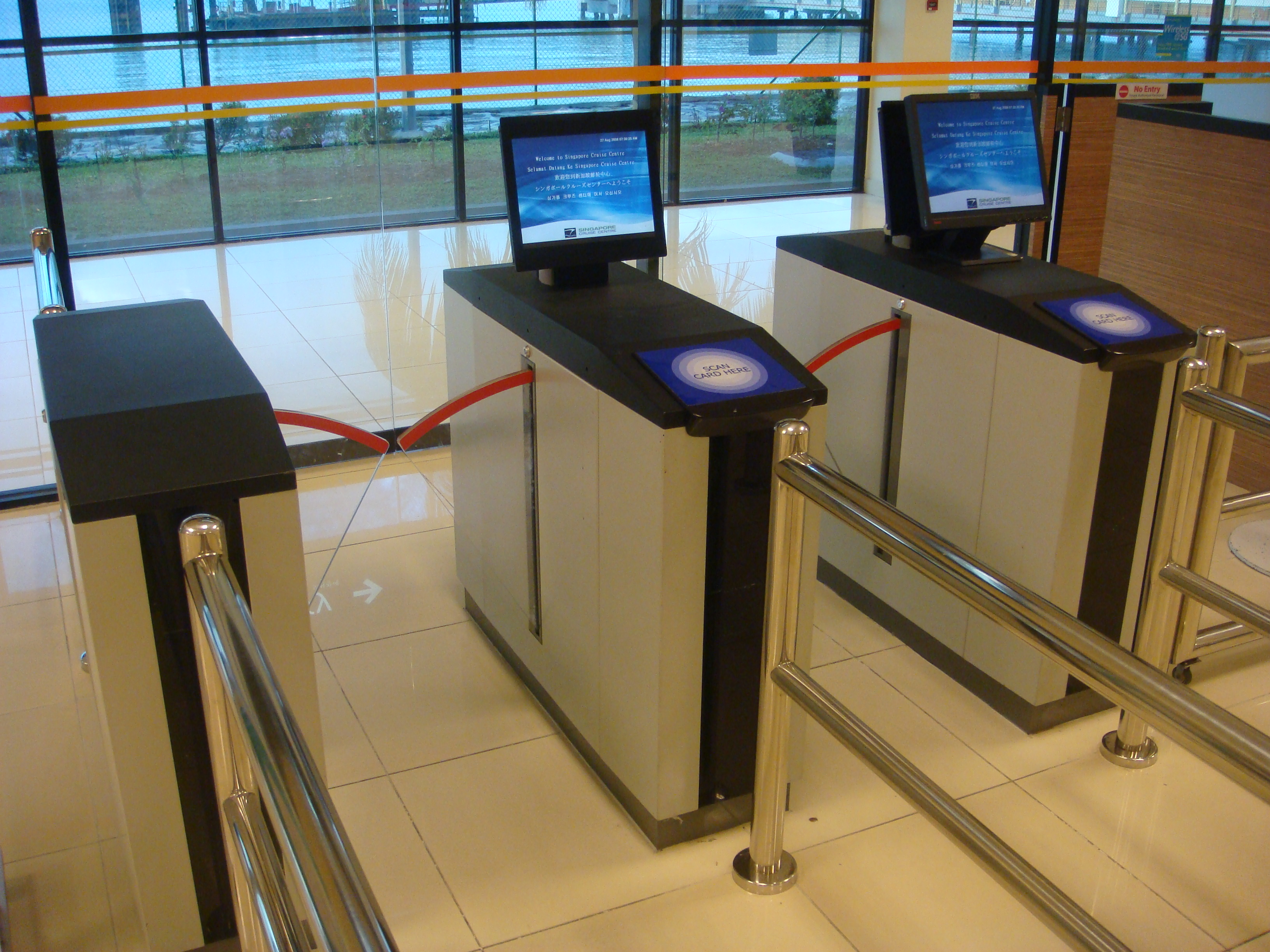
桟橋への出口に設置されている自動化ゲート

1995年11月10日に開設された。シンガポール郊外のチャンギ国際空港およびチャンギ海軍基地の南西に位置し、インドネシアのビンタン島、バタム島、マレーシアのジョホール州への国際旅客船が就航している。おもにリゾート客向けのルートだが、一部、通勤ルートもある。
このターミナルは、シンガポール・クルーズ・センターが運営しており、チェックイン時に発行される搭乗券は、乗船会社にかかわらず同社の共通非接触型ICカードとなっている。このICカードは、出国審査場に入る直前・待合室から桟橋への出口・乗船口の3か所で使用し、乗船口で係員が回収する。

## 施設
- ターミナル・ビル (1階建て)
  - 制限区域外

チェックイン・カウンター、手荷物チェックイン・カウンター、案内所、売店、フードコーナー、両替店
- - 制限区域内

出発保安検査場、出国審査場、待合室、免税店、フードコーナー
入国審査場、手荷物受取所、到着保安検査場、税関
- 桟橋 (制限区域内)
- 駐車場
- バス乗り場
- タクシー乗り場

## 定期航路
便数は1日当たりの片道運航便数を記す。
- テルク・セボン(インドネシア リアウ諸島州 ビンタン島) バンダル・ベンタン・テラニ・フェリー・ターミナルとして知られている。

ビンタン・リゾート・フェリー - 毎日5～7便。
- タンジュン・ピナン(インドネシア リアウ諸島州 ビンタン島)

ペンギン・フェリー・サービス - 毎日2～3便。
インド・ファルコン・シッピング・アンド・トラベル - 毎日2～3便。
ベルリアン・フェリーズ - 毎日3便
- プラウ・ロバム(インドネシア リアウ諸島州 ビンタン島)

ペンギン・フェリー・サービス - 月～土：1～2便。日曜祝日休航。
- ノングサプラ(インドネシア リアウ諸島州 バタム島)

バタム・ファスト - 毎日7～10便。
- セバナ・コーブ(マレーシア ジョホール州)

インド・ファルコン・シッピング・アンド・トラベル - 水～月：4～5便。火曜日休航。

## 交通アクセス
- MRT東西線タナ・メラ駅から、バス(SBSトランジット35系統)で約15分。
- チャンギ国際空港から空港が運行する空港シャトル（循環）で約15分[1]。
- チャンギ国際空港から、タクシーで約10分
- シンガポール中心部から、タクシー約30分 (イースト・コースト・パークウェイ経由)

## 周辺
- タナ・メラ・ゴルフ・コース
- ラグナ・ナショナル・ゴルフ・コース
- ナショナル・サービス・リゾート・アンド・カントリー・クラブ
- チャンギ国際空港
- チャンギ(東)空軍基地
- チャンギ海軍基地